# (513) Centesima

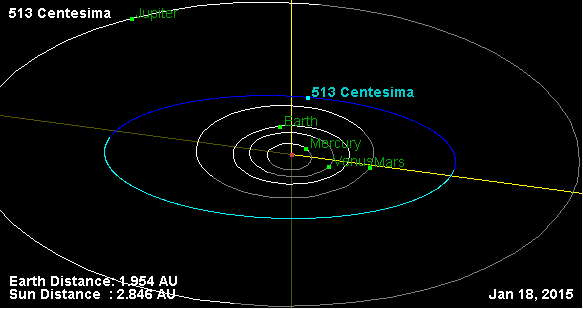
Òrbita del meteorit (513) Centesima.

(513) Centesima és un asteroide pertanyent al cinturó d'asteroides descobert per l'astrònom Max Wolf des de l'observatori de Heidelberg (Alemanya), el 24 d'agost del 1903. Forma part de la família asteroidal d'Eos.